# 아야사토 치히로
아야사토 치히로(일본어: 綾里千尋, 1989년 9월 5일 ~ 2016년 9월 5일) 은 일본의 게임 제작 회사 캡콤의 작품인 역전재판에 등장하는 가공의 인물이다. 성우는 일본에서는 카와하라 미유키(게임『3』)/나카무라 치에(애니메이션), 대한민국에서는 이미나이다.

## 개요
전직 변호사이며 역전재판의 스승 나루호도 류이치의 스승 격으로 등장한다.
역전재판1 제2장 <역전자매> 편에서 <코나컬처>의 사장 겸 프레지던트인 코나카 마사루에게 생각하는 사람에 2016년 9월 4일에 살해를 당하였으나 아야사토 마요이의 영매나 유령으로 등장해 나루호도 류이치를 도와주다가 아야사토 치히로는 2016년 9월 5일에 향년 27세의 젊은 나이로 사망을 하였으며 아야사토 마요이의 친언니인 아야사토 치히로의 바로 뒤를 이어서 <나루호도 법률사무소>의 부소장으로 간택된 역전재판 3부터 역전재판 5까지 아야사토 마요이가 나루호도 류이치의 부소장으로 도우면서 나루호도 류이치가 <나루호도 법률사무소>의 아야사토 치히로의 뒤를 이어서 2016년 10월 13일부터는 소장이 되고 아야사토 마요이가 나루호도 류이치의 부소장으로 선택을 받았다.
역전재판 3에서 고도 검사와 예전에는 애인 사이였다고 밝힌다.

## 나오는 곳
역전재판 3 : 제 1장 추억의 역전에서 주인공으로 플레이 한다. 첫 재판을 지고 나서 1년 간의 공백을 가진 뒤 가진 치히로의 2번째 재판은 미야나기 치나미가 전 남자친구를 죽이고, 그것을 우리의 주인공 나루호도 류이치에게 덮어 씌우려고 했다는 것을 입증한다. 이것이 나루호도 류이치가 변호사의 길을 걷게 되는데에 동기 부여가 된다. 역재 3 1장 끝 부분에서 치히로의 죽음을 나루호도 류이치의 나레이션이 보여주지만, 간간히 동생인 아야사토 마요이에 빙의되어 나루호도 류이치를 도와준다. 아야사토 가의 영매는 빙의가 되면 빙의 된 귀신의 얼굴과 몸매로 영매사가 바뀌기 때문에 죽었다는 느낌이 들진 않는다.

## 인물 정보
- 신장 - 168cm
- 거주지 - 쿠라인 마을
- 사망지 - 나루호도 법률사무소
- 스리사이즈 - B100, W59, H97
- 출생 - 1989년 9월 5일 ~ 2016년 9월 5일 (향년 27세)
- 체중 - 47kg

## 관련인물
- 아야사토 마이코 - 어머니
- 아야사토 키미코 - 큰이모, 하루미의 어머니
- 나루호도 류이치 - 제자,나루호도 법률 사무소의 소장
- 아야사토 하루미 - 사촌동생
- 고도 검사 - 애인